# Lakshmy Ramakrishnan
Lakshmy Ramakrishnan, née en 1970, est une actrice et réalisatrice indienne. Elle a fait ses débuts dans le film en malayalam Chakkara Muthu (2006), et a depuis joué principalement dans des seconds rôles dans des films tamouls.

## Biographie
Lakshmy est née le 29 décembre 1970 et a grandi dans une famille brahmane tamoule à Palakkad, Kerala. Elle s'est fiancée à l'âge de 16 ans et s'est mariée à 18 ans.

## Carrière
Créatrice de mode de formation et responsable d'événements de profession, Lakshmy Ramakrishnan est une entrepreneuse. Elle a dirigé son entreprise de gestion d'événements à Muscat, Oman de 1992 à 2001, avant de retourner en Inde pour jouer et réaliser des films. Le réalisateur AK Lohithadas voulait utiliser la maison de Ramakrishnan pour tourner l'un de ses films en malayalam et lui a proposé un second rôle dans son prochain tournage. Pirivom Santhippom (2008) de Karu Pazhaniappan, dans lequel elle a joué le personnage de la mère de Sneha, était son premier film en tamoul . Elle a ensuite joué des seconds rôles dans de nombreux films. Elle a dépeint une mère en colère qui veut venger la mort de sa fille dans Yuddham Sei de Mysskin (2011), pour lequel elle a reçu des critiques élogieuses,,. Elle s'est rasé une partie de la tête pour ce "rôle unique dans une carrière",.
Elle a travaillé pour des émissions de télévision. Elle a joué dans la série Aval dans STAR Vijay et a animé 1 500 épisodes de l'émission de téléréalité Solvathellam Unmai sur Zee Tamil . Elle a joué dans plus de 25 publicités télévisées .
En 2012, elle a terminé son premier long métrage, Aarohanam, acclamé pour la représentation sensible de la maladie mentale , et qui a reçu un prix spécial du jury aux 7èmes Vijay Awards. Son quatrième projet de réalisatrice, House Owner, a été sélectionné comme l'un des deux seuls films tamouls à être projeté dans la composante phare de l'IFFI, Indian Panorama (Goa, 2019).

## Filmographie

### Actrice
- 2006 : Chakkara Muthu : Devayani
- 2007 : Pranayakalam : Mère de Renjith
- 2007 : July 4 : Vijayalekshmi
- 2008 : Novel : Dr Bhanumathi
- 2008 : Pirivom Santhippom : Mère de Visalatchi
- 2008 : Poi Solla Porom : Mrs. Sathyanathan
- 2008 : Ellam Avan Seyal : Olga Mariadas
- 2009 : Thiru Thiru Thuru Thuru : Kavitha Sreenivasan
- 2009 : Eeram : Kalyani
- 2009 : Naadodigal : Mère de Karunakaran
- 2009 : Sirithal Rasipen : Lakshmy
- 2009 : Vettaikaran : Mère de Ravi
- 2009 : Aadhavan : Belle-sœur de Subramanian
- 2010 : Vinnai Thandi Varuvaya : Teresa Thekekuttu
- 2010 : Ye Maaya Chesave : Teresa Thekekuttu
- 2010 : Aanmai Thavarael : Mary
- 2010 : Raavanan : Mère de Velan
- 2010 : Naan Mahaan Alla : Mère de Jeeva
- 2010 : Boss Engira Bhaskaran : Sivakami
- 2010 : Kanimozhi : Mère de Rajesh
- 2011 : Yuddham Sei : Annapoorni
- 2011 : Ponnar Shankar : Silambayi
- 2011 : 180 : Mère d'Ajay
- 2011 : Nootrenbadhu : Mère d'Ajay
- 2011 : Violin : Annie
- 2011 : Rowthiram : Lakshmi
- 2011 : Oh My Friend : Mère de Chandu
- 2011 : Uchithanai Muharnthaal : Dr Rekha
- 2012 : Vilayada Vaa : Devi
- 2012 : Ekk Deewana Tha : Mère de Sachin
- 2012 : Leelai : Mère de Karthik
- 2012 : Aarohanam
- 2013 : Chennaiyil Oru Naal : Mère de Karthik
- 2013 : Sutta Kadhai : Silanthi
- 2013 : Avant l'aube : Devanayagi
- 2014 : Pianist : Grandmaa
- 2014 : Nerungi Vaa Muthamidathe
- 2016 : Kathakali : Femme de Thamba
- 2016 : Jacobinte Swargarajyam : Shirley Jacob
- 2016 : Ammani : Saalama
- 2018 : Iravukku Aayiram Kangal : Writer Vyjayanthi
- 2018 : Thimiru Pudichavan : Docteur
- 2020 : Indha Nilai Maarum

### Réalisatrice
- 2012 : Aarohanam
- 2014 :  Nerungi Vaa Muthamidathe
- 2016 :  Ammani
- 2019 :  House Owner (en)

### Télévision
- 2008 : L'officier
- 2011-2013 : Aval : Jayanthi
- 2012-2018 : Solvathellam Unmai : Zee Tamil
- 2019-présent : Naan Veezhven Endru Ninaithaiyoo : Hôte
- 2020-présent : Nerkonda Paarvai : Hôte

## Récompenses et nominations
| An   | Prix                                             | Catégorie                                                             | Film                   | Résultat   |
| ---- | ------------------------------------------------ | --------------------------------------------------------------------- | ---------------------- | ---------- |
| 2007 | Asianet Film Awards (en)                         | Meilleure actrice de personnage                                       | Chakkara Muthu         | Nomination |
| 2011 | Tamil Nadu State Film Awards (en)                | La meilleure actrice dans un second rôle                              | Uchithanai Muharnthaal | Lauréat    |
| 2012 | Edison Awards (en)                               | Prix Edison pour la performance de rivetage                           | Yuddham Sei            | Lauréat    |
| 2012 | Vijay Awards (en)                                | Prix Vijay de la meilleure actrice dans un second rôle                | Yuddham Sei            | Nomination |
| 2017 | Asianet Film Awards (en)                         | La meilleure actrice dans un second rôle                              | Jacobinte Swargarajyam | Nomination |
| 2017 | Filmfare Awards South                            | Prix Filmfare de la meilleure actrice dans un second rôle - Malayalam | Jacobinte Swargarajyam | Nomination |
| 2017 | 6th (en) South Indian International Movie Awards | Meilleure actrice dans un second rôle Malayalam                       | Jacobinte Swargarajyam | Lauréat    |